# Jason Collins
Jason Paul Collins, conhecido simplesmente como Jason Collins, nasceu no dia 2 de Dezembro de 1978 na cidade de Northridge, Califórnia. Era um jogador profissional de basquetebol de nacionalidade norte americana.
Em Abril de 2013, Jason Collins se tornou o primeiro atleta em atividade da NBA a assumir publicamente sua homossexualidade. Em uma entrevista à revista norte-americana Sports Illustrated,  Jason afirmou: 

Não tinha a intenção de ser o primeiro atleta publicamente gay a jogar em uma grande liga americana. Mas agora que sou, estou feliz em começar essa conversa. Não desejava ser a criança do colégio a levantar a mão e dizer: “Eu sou diferente”. Mas ninguém fez, então estou levantando minha mão.

No dia 23 de fevereiro de 2014 assinou um contrato por 10 dias com os Brooklyn Nets da NBA. Nesse mesmo dia jogou 11 minutos com sua nova equipe na partida contra Los Angeles Lakers, tornando-se assim no primeiro desportista ativo declarado públicamente homossexual que joga na NBA.
No dia 5 de março de 2014 Collins assinou seu segundo contrato por 10 dias com os Brooklyn Nets, e no dia 15 renovou seu contrato até o final da temporada 2013-14

## Estatísticas

### Temporada regular
| Ano     | Equipe     | PJ  | PT  | MPP  | %TC  | %3P   | %TL   | RPP  | APP | ROB | TPP | PPP  |
| ------- | ---------- | --- | --- | ---- | ---- | ----- | ----- | ---- | --- | --- | --- | ---- |
| 2001-02 | New Jersey | 77  | 9   | 18.3 | .421 | .500  | .701  | 3.9  | 1.1 | .4  | .6  | 4.5  |
| 2002-03 | New Jersey | 81  | 66  | 23.5 | .414 | .000  | .763  | 4.5  | 1.1 | .6  | .5  | 5.7  |
| 2003-04 | New Jersey | 78  | 78  | 38.5 | .724 | .424  | .239  | 16.7 | 2.0 | 1.9 | 2.7 | 35.9 |
| 2004-05 | New Jersey | 80  | 80  | 31.8 | .412 | .333  | .656  | 6.1  | 1.3 | .9  | .9  | 6.4  |
| 2005-06 | New Jersey | 71  | 70  | 26.7 | .397 | .250  | .512  | 4.8  | 1.0 | .6  | .6  | 3.6  |
| 2006-07 | New Jersey | 80  | 78  | 23.1 | .364 | .000  | .465  | 4.0  | .6  | .5  | .5  | 2.1  |
| 2007-08 | New Jersey | 43  | 23  | 15.9 | .426 | .000  | .389  | 2.1  | .4  | .3  | .2  | 1.4  |
| 2007-08 | Memphis    | 31  | 3   | 15.7 | .508 | .000  | .526  | 2.9  | .2  | .4  | .5  | 2.6  |
| 2008-09 | Minnesota  | 31  | 22  | 13.6 | .314 | .000  | .464  | 2.3  | .4  | .3  | .4  | 1.8  |
| 2009-10 | Atlanta    | 24  | 0   | 4.8  | .348 | .000  | .000  | .6   | .2  | .1  | .1  | .7   |
| 2010-11 | Atlanta    | 49  | 28  | 12.1 | .479 | 1.000 | .659  | 2.1  | .4  | .2  | .2  | 2.0  |
| 2011-12 | Atlanta    | 30  | 10  | 10.3 | .400 | .000  | .467  | 1.6  | .3  | .1  | .1  | 1.3  |
| 2012-13 | Boston     | 32  | 7   | 10.3 | .348 | .000  | .700  | 1.6  | .2  | .3  | .2  | 1.2  |
| 2012-13 | Washington | 6   | 2   | 9.0  | .167 | .000  | 1.000 | 1.3  | .3  | .3  | .7  | .7   |
| 2013-14 | Brooklyn   | 22  | 1   | 7.8  | .458 | .000  | .750  | 0.9  | .2  | .4  | .0  | 1.1  |
| Total   |            | 735 | 477 | 20.4 | .411 | .206  | .647  | 3.7  | .9  | .5  | .5  | 3.6  |

### Playoffs
| Ano   | Equipe     | PJ | PT | MPP  | %TC  | %3P  | %TL  | RPP | APP | ROB | TPP | PPP |
| ----- | ---------- | -- | -- | ---- | ---- | ---- | ---- | --- | --- | --- | --- | --- |
| 2002  | New Jersey | 17 | 0  | 13.4 | .364 | .000 | .658 | 2.4 | .4  | .3  | .3  | 2.9 |
| 2003  | New Jersey | 20 | 20 | 26.5 | .363 | .000 | .836 | 6.3 | .9  | .6  | .6  | 5.9 |
| 2004  | New Jersey | 11 | 11 | 24.2 | .368 | .000 | .750 | 4.0 | 1.5 | .3  | .9  | 3.6 |
| 2005  | New Jersey | 4  | 4  | 32.0 | .235 | .000 | .375 | 6.5 | .3  | .5  | .0  | 2.8 |
| 2006  | New Jersey | 11 | 11 | 27.5 | .360 | .000 | .591 | 5.0 | .3  | .4  | .2  | 2.8 |
| 2007  | New Jersey | 12 | 12 | 27.4 | .571 | .000 | .364 | 3.3 | .2  | .6  | .2  | 2.3 |
| 2010  | Atlanta    | 3  | 0  | 3.3  | .600 | .000 | .000 | 1.7 | .0  | .0  | .0  | 2.0 |
| 2011  | Atlanta    | 12 | 0  | 13.2 | .643 | .000 | .375 | 1.4 | .1  | .4  | .3  | 3.4 |
| Total |            | 90 | 58 | 21.7 | .393 | .000 | .677 | 3.9 | .5  | .4  | .4  | 3.4 |